# NGC 167
NGC 167 è una galassia a spirale situata nella costellazione della Balena.

## Descrizione
Ha una classe di luminosità III e presenta una larga riga a 21 cm dell'idrogeno neutro. Contiene inoltre regioni di idrogeno ionizzato.

## Scoperta
NGC 167 è stata scoperta nel 1886 dall'astronomo americano Francis Preserved Leavenworth.